# Bambi-Verleihung 2005
Die 57. Bambi-Verleihung fand am 1. Dezember 2005 im Internationalen Congress Center in München statt. Sie wurde von Sky du Mont, Bettina Zimmermann und Thomas Hermanns moderiert und live in der ARD übertragen. Die Sehbeteiligung lag bei über 6 Millionen Zuschauern.

## Veranstaltung

### Der Publikums-Bambi
Die Abstimmung zum Publikums-Bambi 2005 suchte wiederum das populärste TV-Ereignis des Jahres. Nominiert waren das TV-Duell zur Bundestagswahl 2005 zwischen Gerhard Schröder und Angela Merkel (moderiert von Maybrit Illner, Sabine Christiansen, Peter Kloeppel und Thomas Kausch), die Spendengala Wir wollen helfen (moderiert von Johannes B. Kerner und Steffen Seibert), der FIFA-Konföderationen-Pokal 2005, Jetzt geht’s um die Wurst – das große Promigrillen (moderiert von Hugo Egon Balder und Hella von Sinnen), Sarah & Marc in Love (mit Sarah Connor und Marc Terenzi) sowie die Echoverleihung 2005 (moderiert von Oliver Geissen und Yvonne Catterfeld). Der Bambi ging an Johannes B. Kerner und Steffen Seibert für die Spendengala Wir wollen helfen.

### Motto
Das Motto der Bambi-Verleihung war die Hilfe bei der Bewältigung der Folgen des Erdbebens und des Tsunamis vom 26. Dezember 2004. Geehrt wurde mit Bill Clinton der „UN-Sonderbeauftragte für den Wiederaufbau der betroffenen Katastrophengebiete“ (sein Engagement gegen AIDS war ein weiterer Grund). Der Bambi für Engagement ging an das Technische Hilfswerk, das Bundeskriminalamt und die Bundeswehr für die Hilfe vor Ort. Der Publikums-Bambi ging an eine Spendengala für die Opfer der Katastrophe.

### Kritik
Bernd Mikosch machte sich in seinem Bericht über die Verleihung zunächst lustig über Fehlleistungen bei der Verleihung, besonders der von Gülcan Kamps, die bei ihrer Laudation für Tokio Hotel deren Heimatstadt Magdeburg von Sachsen-Anhalt nach Thüringen verlegte, aber auch das Selbstverständnis Sepp Blatters, der den internationalen Fußball anscheinend nicht nur vertrete, sondern meine, identisch mit ihm zu sein. Als Resümee fragte er dann, warum es diesen Preis überhaupt gebe und bezeichnete die Auswahlkriterien als undurchsichtig. Und er fragte, warum die ARD das übertrage, ob das der öffentliche Bildungsauftrag sei. Zur Beantwortung dieser Fragen hatte er aber nur einen Tipp: „Nächstes Jahr wieder einschalten.“

## Preisträger
Aufbauend auf die Bambidatenbank:

### Charity
Bill Clinton

 Laudatio: Maria Furtwängler

### Ehrenpreis
Caterina Valente

 Laudatio: Paul Kuhn

### Engagement
Deutsche Katastrophenhelfer des Technischen Hilfswerks, der Identifizierungskommission des Bundeskriminalamts und der Bundeswehr

### Film National
Til Schweiger für Barfuss

 Laudatio: Ornella Muti

### Forschung
Theodor Hänsch

 Laudatio: Barbara Eligmann

### Kommunikation
Joseph Blatter

### Kreativität
Karl Lagerfeld

### Millennium Bambi
Franz Beckenbauer und Pelé

 Laudatio: Thomas Gottschalk

### Pop International
Mariah Carey

 Laudatio: Yvonne Catterfeld

### Pop National
Tokio Hotel

 Laudatio: Gülcan Kamps

### Schauspiel
Veronica Ferres für Die Rückkehr des Tanzlehrers

 Laudatio: Mario Adorf

### Shooting Star
Julia Stegner

### Sport
Uschi Disl, Meredith Michaels-Beerbaum, Wladimir Klitschko, Vitali Klitschko, Timo Boll, Faris Al-Sultan, und Michael Ballack

### TV-Event
Johannes B. Kerner und Steffen Seibert für die Show Wir wollen helfen, die Spenden für die Tsunamiopfer sammelte